# Việt Nam tại Olympic Vật lý châu Á
Việt Nam bắt đầu tham gia Olympic Vật lý châu Á (APhO) từ năm 2000.

## Các đoàn học sinh Việt Nam tại APhO
Chú thích:  = Huy chương Vàng;  = Huy chương
Bạc;  = Huy chương Đồng;
Danh sách này không đầy đủ, bạn cũng có thể giúp mở rộng danh sách.
| APhO (năm) | Địa điểm tổ chức           | Tên thí sinh           | Học sinh trường                                           | Giải thưởng | Điểm số  | Hạng | Xếp hạng toàn đoàn |
| ---------- | -------------------------- | ---------------------- | --------------------------------------------------------- | ----------- | -------- | ---- | ------------------ |
| 1 (2000)   | Karawaci Indonesia         | Mai Sỹ Hải             | THPT chuyên Lam Sơn, Thanh Hóa                            | HCB         |          |      |                    |
| 1 (2000)   | Karawaci Indonesia         | Đào Anh Đức            | THPT chuyên Phan Bội Châu, Nghệ An                        | HCĐ         |          |      |                    |
| 1 (2000)   | Karawaci Indonesia         | Nguyễn Ngọc Khánh      | THPT chuyên Lam Sơn, Thanh Hóa                            | HCĐ         |          |      |                    |
| 1 (2000)   | Karawaci Indonesia         | HCĐ                    |                                                           |             |          |      |                    |
| 1 (2000)   | Karawaci Indonesia         | HCĐ                    |                                                           |             |          |      |                    |
| 1 (2000)   | Karawaci Indonesia         | Hoàng Tiến             | THPT chuyên Lê Hồng Phong, Nam Định (lớp 12)              | Bằng khen   |          |      |                    |
| 1 (2000)   | Karawaci Indonesia         | Nguyễn Trung Dũng      | THPT chuyên Lê Hồng Phong, Nam Định (lớp 12)              | Bằng khen   |          |      |                    |
| 1 (2000)   | Karawaci Indonesia         | Lê Lữ Tuấn             | THPT chuyên Lam Sơn, Thanh Hóa (lớp 11)                   | Bằng khen   |          |      |                    |
| 2 (2001)   | Đài Bắc Đài Loan           | Bùi Lê Na              | THPT chuyên Hà Nội - Amsterdam                            | HCV         | 30.80/50 | 3    |                    |
| 2 (2001)   | Đài Bắc Đài Loan           | Lê Lữ Tuấn             | THPT chuyên Lam Sơn, Thanh Hóa (lớp 12)                   | HCB         | 25.65/50 | 10   |                    |
| 2 (2001)   | Đài Bắc Đài Loan           | Nguyễn Bảo Trung       | THPT chuyên Khoa học tự nhiên, ĐHQG HN (lớp 12)           | HCB         | 25.45/50 | 11   |                    |
| 2 (2001)   | Đài Bắc Đài Loan           | Đỗ Chính               | THPT chuyên Khoa học tự nhiên, ĐHQG HN (lớp 12)           | HCĐ         | 24.90/50 | 12   |                    |
| 2 (2001)   | Đài Bắc Đài Loan           | Nguyễn Quốc Chính      | THPT chuyên Khoa học tự nhiên, ĐHQG HN                    | HCĐ         | 23.80/50 | 14   |                    |
| 2 (2001)   | Đài Bắc Đài Loan           | Vương Thị Kim Thanh    | Hà Tây                                                    | Bằng khen   | 19.40/50 | 25   |                    |
| 2 (2001)   | Đài Bắc Đài Loan           | Nguyễn Thanh Nam       | THPT chuyên Khoa học tự nhiên, ĐHQG HN                    | Bằng khen   | 18.15/50 | 30   |                    |
| 2 (2001)   | Đài Bắc Đài Loan           |                        |                                                           |             |          |      |                    |
| 3 (2002)   | Singapore                  | Kim Ngọc Tuyến         | THPT chuyên Lam Sơn, Thanh Hóa                            |             |          |      |                    |
| 3 (2002)   | Singapore                  | Đặng Văn Bằng          | THPT chuyên Lam Sơn, Thanh Hóa                            |             |          |      |                    |
| 3 (2002)   | Singapore                  | (Chưa đầy đủ)          |                                                           |             |          |      |                    |
| 3 (2002)   | Singapore                  |                        |                                                           |             |          |      |                    |
| 3 (2002)   | Singapore                  |                        |                                                           |             |          |      |                    |
| 3 (2002)   | Singapore                  |                        |                                                           |             |          |      |                    |
| 3 (2002)   | Singapore                  |                        |                                                           |             |          |      |                    |
| 3 (2002)   | Singapore                  |                        |                                                           |             |          |      |                    |
| 4 (2003)   | Bangkok Thái Lan           | Cao Vũ Nhân            | THPT chuyên Khoa học tự nhiên, ĐHQG HN (lớp 12)           | HCV         |          |      |                    |
| 4 (2003)   | Bangkok Thái Lan           | Le Huy Nguyen          |                                                           | HCB         |          |      |                    |
| 4 (2003)   | Bangkok Thái Lan           | Ngo Ba Thuong          |                                                           | HCB         |          |      |                    |
| 4 (2003)   | Bangkok Thái Lan           | Nguyễn Hữu Thuần       | THPT chuyên Khoa học tự nhiên, ĐHQG HN (lớp 12)           | HCB         |          |      |                    |
| 4 (2003)   | Bangkok Thái Lan           | Trần Công Toán         | THPT chuyên Lê Hồng Phong, Nam Định (lớp 12)              | HCB         |          |      |                    |
| 4 (2003)   | Bangkok Thái Lan           | Vũ Quốc Hiển           | THPT chuyên Hùng Vương, Phú Thọ                           | HCB         |          |      |                    |
| 4 (2003)   | Bangkok Thái Lan           | Hoàng Trung Trí        | THPT chuyên Nguyễn Trãi, Hải Dương                        | HCĐ         |          |      |                    |
| 4 (2003)   | Bangkok Thái Lan           | Bùi Lê Minh            |                                                           | Bằng khen   |          |      |                    |
| 5 (2004)   | Hà Nội Việt Nam            | Đoàn Văn Khánh         | THPT chuyên Lê Hồng Phong, Nam Định (lớp 12)              | HCB         |          |      |                    |
| 5 (2004)   | Hà Nội Việt Nam            | Nguyễn Hải Châu        | THPT chuyên Khoa học tự nhiên, ĐHQG HN                    | HCĐ         |          |      |                    |
| 5 (2004)   | Hà Nội Việt Nam            | Nguyễn Hải Nam         | THPT chuyên Khoa học tự nhiên, ĐHQG HN                    | HCĐ         |          |      |                    |
| 5 (2004)   | Hà Nội Việt Nam            | Phạm Trọng Trường      | THPT chuyên Phan Bội Châu, Nghệ An                        | HCĐ         |          |      |                    |
| 5 (2004)   | Hà Nội Việt Nam            | Hoàng Thanh Xuân       | THPT chuyên Vĩnh Phúc, tỉnh Vĩnh Phúc                     | HCĐ         |          |      |                    |
| 5 (2004)   | Hà Nội Việt Nam            | Hoàng Minh Anh         |                                                           | Bằng khen   |          |      |                    |
| 5 (2004)   | Hà Nội Việt Nam            | Lê Hữu Tôn             |                                                           | Bằng khen   |          |      |                    |
| 5 (2004)   | Hà Nội Việt Nam            | Trần Thanh Vũ          |                                                           | Bằng khen   |          |      |                    |
| 6 (2005)   | Pekanbaru Indonesia        | Hoàng Mạnh Hải         | THPT chuyên Vĩnh Phúc, tỉnh Vĩnh Phúc                     | HCĐ         |          |      |                    |
| 6 (2005)   | Pekanbaru Indonesia        | HCĐ                    |                                                           |             |          |      |                    |
| 6 (2005)   | Pekanbaru Indonesia        | HCĐ                    |                                                           |             |          |      |                    |
| 6 (2005)   | Pekanbaru Indonesia        | Nguyễn Thị Phương Dung | THPT chuyên Vĩnh Phúc, tỉnh Vĩnh Phúc                     | Bằng khen   |          |      |                    |
| 6 (2005)   | Pekanbaru Indonesia        | Bằng khen              |                                                           |             |          |      |                    |
| 6 (2005)   | Pekanbaru Indonesia        | Nguyễn Việt Dũng       | THPT chuyên Hà Nội - Amsterdam (lớp 11)                   |             |          |      |                    |
| 6 (2005)   | Pekanbaru Indonesia        |                        |                                                           |             |          |      |                    |
| 6 (2005)   | Pekanbaru Indonesia        |                        |                                                           |             |          |      |                    |
| 7 (2006)   | Almaty Kazakhstan          | Nguyễn Đăng Phương     | THPT chuyên Vĩnh Phúc, tỉnh Vĩnh Phúc (lớp 12)            | HCB         |          |      |                    |
| 7 (2006)   | Almaty Kazakhstan          | Trần Xuân Quý          | THPT chuyên Khoa học tự nhiên, ĐHQG HN (lớp 12)           | HCĐ         |          |      |                    |
| 7 (2006)   | Almaty Kazakhstan          | Nguyễn Huy Hiệu        | THPT chuyên Lam Sơn, Thanh Hóa (lớp 12)                   | HCĐ         |          |      |                    |
| 7 (2006)   | Almaty Kazakhstan          | Đặng Sơn Tùng          | THPT chuyên Hà Nội - Amsterdam (lớp 12)                   | HCĐ         |          |      |                    |
| 7 (2006)   | Almaty Kazakhstan          | Trần Mạnh Tùng         | THPT chuyên Lê Hồng Phong, Nam Định (lớp 12)              | Bằng khen   |          |      |                    |
| 7 (2006)   | Almaty Kazakhstan          | Nguyễn Việt Dũng       | THPT chuyên Hà Nội - Amsterdam (lớp 12)                   |             |          |      |                    |
| 7 (2006)   | Almaty Kazakhstan          | (Chưa đầy đủ)          |                                                           |             |          |      |                    |
| 7 (2006)   | Almaty Kazakhstan          |                        |                                                           |             |          |      |                    |
| 8 (2007)   | Thượng Hải Trung Quốc      | Bùi Đức Thắng          | THPT chuyên Lê Quý Đôn, Đà Nẵng (lớp 12)                  | HCB         |          | 19   |                    |
| 8 (2007)   | Thượng Hải Trung Quốc      | Đỗ Hoàng Anh           | THPT chuyên Khoa học tự nhiên, ĐHQG HN (lớp 11)           | HCĐ         |          | 27   |                    |
| 8 (2007)   | Thượng Hải Trung Quốc      | Đinh Đăng Đức          | THPT chuyên Lê Hồng Phong, Nam Định (lớp 12)              | HCĐ         |          | 30   |                    |
| 8 (2007)   | Thượng Hải Trung Quốc      | Mai Thanh Tùng         | THPT chuyên Hà Nội - Amsterdam (lớp 12)                   | Bằng khen   |          | 47   |                    |
| 8 (2007)   | Thượng Hải Trung Quốc      | Nguyễn Huy Thông       |                                                           | Bằng khen   |          | 54   |                    |
| 8 (2007)   | Thượng Hải Trung Quốc      | (Chưa đầy đủ)          |                                                           |             |          |      |                    |
| 8 (2007)   | Thượng Hải Trung Quốc      |                        |                                                           |             |          |      |                    |
| 8 (2007)   | Thượng Hải Trung Quốc      |                        |                                                           |             |          |      |                    |
| 9 (2008)   | Ulaanbaatar Mông Cổ        | Đỗ Hoàng Anh           | THPT chuyên Khoa học tự nhiên, ĐHQG HN (lớp 12)           | HCV         | 40.13/50 | 7    |                    |
| 9 (2008)   | Ulaanbaatar Mông Cổ        | Nguyễn Tất Nghĩa       | THPT chuyên Phan Bội Châu, Nghệ An (lớp 12)               | HCV         | 37.1/50  | 16   |                    |
| 9 (2008)   | Ulaanbaatar Mông Cổ        | Huỳnh Minh Toàn        | THPT chuyên Lê Quý Đôn, Đà Nẵng (lớp 12)                  | HCB         |          | 20   |                    |
| 9 (2008)   | Ulaanbaatar Mông Cổ        | Nguyễn Đức Minh        | THPT chuyên Hà Nội - Amsterdam (lớp 12)                   | HCB         |          | 28   |                    |
| 9 (2008)   | Ulaanbaatar Mông Cổ        | Hoàng Thanh Tùng       | THPT chuyên Khoa học tự nhiên, ĐHQG HN                    | HCĐ         |          | 34   |                    |
| 9 (2008)   | Ulaanbaatar Mông Cổ        | Nguyễn Trọng Toàn      | THPT chuyên Thái Bình, tỉnh Thái Bình                     | HCĐ         |          | 45   |                    |
| 9 (2008)   | Ulaanbaatar Mông Cổ        | Nguyễn Quốc Toán       | THPT chuyên Lê Quý Đôn, Đà Nẵng                           | Bằng khen   |          | 67   |                    |
| 9 (2008)   | Ulaanbaatar Mông Cổ        | (Chưa đầy đủ)          |                                                           |             |          |      |                    |
| 10 (2009)  | Bangkok Thái Lan           | Trần Công Minh         | THPT chuyên Khoa học tự nhiên, ĐHQG HN                    | HCB         |          | 26   |                    |
| 10 (2009)  | Bangkok Thái Lan           | Phạm Thành Long        | THPT chuyên Nguyễn Trãi, Hải Dương (lớp 12)               | HCB         |          | 32   |                    |
| 10 (2009)  | Bangkok Thái Lan           | Đinh Hưng Tư           | THPT chuyên Lê Quý Đôn, Đà Nẵng                           | HCĐ         |          | 43   |                    |
| 10 (2009)  | Bangkok Thái Lan           | Vũ Hồng Anh            | THPT chuyên Trần Phú, Hải Phòng                           | HCĐ         |          | 51   |                    |
| 10 (2009)  | Bangkok Thái Lan           | Nghiêm Xuân Hưng       | THPT chuyên Bắc Giang, tỉnh Bắc Giang                     | Bằng khen   |          | 57   |                    |
| 10 (2009)  | Bangkok Thái Lan           | Đinh Quý Dương         | THPT chuyên Hà Nội - Amsterdam (lớp 11)                   | Bằng khen   |          | 64   |                    |
| 10 (2009)  | Bangkok Thái Lan           | Nguyễn Trung Tùng      | THPT chuyên Nguyễn Trãi, Hải Dương                        | Bằng khen   |          | 65   |                    |
| 10 (2009)  | Bangkok Thái Lan           | Phạm Bình Minh         | THPT chuyên Trần Phú, Hải Phòng (lớp 11)                  | Bằng khen   |          | 68   |                    |
| 11 (2010)  | Đài Bắc Đài Loan           | Phạm Tiến Hùng         | THPT chuyên Khoa học tự nhiên, ĐHQG HN (lớp 12)           | HCB         |          |      |                    |
| 11 (2010)  | Đài Bắc Đài Loan           | Nguyễn Đăng Minh       | THPT chuyên Khoa học tự nhiên, ĐHQG HN (lớp 12)           | HCĐ         |          |      |                    |
| 11 (2010)  | Đài Bắc Đài Loan           | Phạm Bình Minh         | THPT chuyên Trần Phú, Hải Phòng (lớp 12)                  | Bằng khen   |          |      |                    |
| 11 (2010)  | Đài Bắc Đài Loan           | Nguyễn Trung Hưng      | THPT chuyên Phan Bội Châu, Nghệ An (lớp 11)               | Bằng khen   |          |      |                    |
| 11 (2010)  | Đài Bắc Đài Loan           | Đinh Quý Dương         | THPT chuyên Hà Nội - Amsterdam (lớp 12)                   | Bằng khen   |          |      |                    |
| 11 (2010)  | Đài Bắc Đài Loan           | Phan Văn Trung         | THPT chuyên Hà Nội - Amsterdam (lớp 11)                   | Bằng khen   |          |      |                    |
| 11 (2010)  | Đài Bắc Đài Loan           | Nguyễn Hoành Đạo       | THPT chuyên Lam Sơn, Thanh Hóa (lớp 11)                   |             |          |      |                    |
| 11 (2010)  | Đài Bắc Đài Loan           |                        |                                                           |             |          |      |                    |
| 312 (2011) | Tel Aviv Israel            | Nguyễn Trung Hưng      | THPT chuyên Phan Bội Châu, Nghệ An (lớp 12)               | HCĐ         |          | 28   |                    |
| 312 (2011) | Tel Aviv Israel            | Nguyễn Huy Hoàng       | THPT chuyên Phan Bội Châu, Nghệ An (lớp 12)               | HCĐ         |          | 32   |                    |
| 312 (2011) | Tel Aviv Israel            | Phạm Thành Trung       | THPT chuyên Đại học Sư phạm Hà Nội (lớp 12)               | Bằng khen   |          | 50   |                    |
| 312 (2011) | Tel Aviv Israel            | Nguyễn Phan Trung Hải  | THPT chuyên Lê Quý Đôn, Đà Nẵng (lớp 12)                  | Bằng khen   |          | 52   |                    |
| 312 (2011) | Tel Aviv Israel            | Đinh Huy Hồng Quân     | Phổ thông Năng khiếu, ĐHQG TP HCM (lớp 12)                | Bằng khen   |          | 58   |                    |
| 312 (2011) | Tel Aviv Israel            | (Chưa đầy đủ)          |                                                           |             |          |      |                    |
| 312 (2011) | Tel Aviv Israel            |                        |                                                           |             |          |      |                    |
| 312 (2011) | Tel Aviv Israel            |                        |                                                           |             |          |      |                    |
| 13 (2012)  | New Delhi Ấn Độ            | Lê Huy Quang           | THPT chuyên Lam Sơn, Thanh Hóa (lớp 12)                   | HCV         | 35.3/50  | 29   |                    |
| 13 (2012)  | New Delhi Ấn Độ            | Đinh Ngọc Hải          | THPT chuyên Biên Hòa, Hà Nam (lớp 12)                     | HCB         | 34.6/50  | 31   |                    |
| 13 (2012)  | New Delhi Ấn Độ            | Đinh Việt Thắng        | THPT chuyên Lê Hồng Phong, Nam Định (lớp 12)              | HCB         | 34.1/50  | 32   |                    |
| 13 (2012)  | New Delhi Ấn Độ            | Ngô Phi Long           | THPT chuyên Sơn La (lớp 11)                               | HCB         | 32.7/50  | 37   |                    |
| 13 (2012)  | New Delhi Ấn Độ            | Trần Tấn Hoàng Bảo     | THPT chuyên Lê Quý Đôn, Đà Nẵng (lớp 12)                  | HCB         | 32.7/50  | 37   |                    |
| 13 (2012)  | New Delhi Ấn Độ            | Nguyễn Đình Vĩnh Thanh | THPT chuyên Vĩnh Phúc, tỉnh Vĩnh Phúc (lớp 12)            | HCB         | 31.4/50  | 45   |                    |
| 13 (2012)  | New Delhi Ấn Độ            | Bùi Xuân Hiển          | THPT chuyên Lê Hồng Phong, Nam Định (lớp 12)              | HCĐ         | 30.7/50  | 49   |                    |
| 13 (2012)  | New Delhi Ấn Độ            | Trần Đức Dũng          | THPT chuyên Khoa học tự nhiên, ĐHQG HN (lớp 12)           | HCĐ         | 27.6/50  | 59   |                    |
| 14 (2013)  | Bogor Indonesia            | Bùi Quang Tú           | THPT chuyên Hà Nội - Amsterdam (lớp 12)                   | HCV         |          | 15   |                    |
| 14 (2013)  | Bogor Indonesia            | Ngô Phi Long           | THPT chuyên Sơn La (lớp 12)                               | HCV         |          | 22   |                    |
| 14 (2013)  | Bogor Indonesia            | Vũ Trần Đình Duy       | THPT chuyên Lê Hồng Phong, Thành phố Hồ Chí Minh (lớp 12) | HCB         |          | 30   |                    |
| 14 (2013)  | Bogor Indonesia            | Trần Minh Vũ           | THPT chuyên Hà Nội - Amsterdam (lớp 12)                   | HCB         |          | 39   |                    |
| 14 (2013)  | Bogor Indonesia            | Mỵ Duy Hoàng Long      | THPT chuyên Lam Sơn, Thanh Hóa (lớp 12)                   | HCĐ         |          | 55   |                    |
| 14 (2013)  | Bogor Indonesia            | Đặng Tuấn Linh         | THPT chuyên Lê Hồng Phong, Nam Định (lớp 12)              | Bằng khen   |          | 63   |                    |
| 14 (2013)  | Bogor Indonesia            | Nguyễn Hồ Nam          | Phổ thông Năng khiếu, ĐHQG TP HCM (lớp 12)                | Bằng khen   |          | 65   |                    |
| 14 (2013)  | Bogor Indonesia            | Cao Ngọc Thái          | THPT chuyên Phan Bội Châu, Nghệ An (lớp 11)               | Bằng khen   |          | 68   |                    |
| 15 (2014)  | Singapore                  | Cao Ngọc Thái          | THPT chuyên Phan Bội Châu, Nghệ An (lớp 12)               | HCV         |          | 4    |                    |
| 15 (2014)  | Singapore                  | Đào Phương Khôi        | THPT chuyên Khoa học tự nhiên, ĐHQG HN (lớp 12)           | HCB         |          |      |                    |
| 15 (2014)  | Singapore                  | Vũ Thanh Trung Nam     | THPT chuyên Hà Nội - Amsterdam (lớp 11)                   | HCB         |          |      |                    |
| 15 (2014)  | Singapore                  | Phạm Nguyễn Tuấn Anh   | Phổ thông Năng khiếu, ĐHQG TP HCM (lớp 12)                | HCB         |          |      |                    |
| 15 (2014)  | Singapore                  | Đỗ Thị Bích Huệ        | THPT chuyên Khoa học tự nhiên, ĐHQG HN (lớp 12)           | HCB         |          |      |                    |
| 15 (2014)  | Singapore                  | Cao Văn Nam            | Phổ thông Năng khiếu, ĐHQG TP HCM (lớp 11)                | HCĐ         |          |      |                    |
| 15 (2014)  | Singapore                  | Nguyễn Ngọc Khánh      | THPT chuyên Phan Bội Châu, Nghệ An (lớp 11)               | HCĐ         |          |      |                    |
| 15 (2014)  | Singapore                  | Hoàng Phương Anh       | THPT chuyên Lương Văn Tụy, Ninh Bình (lớp 12)             | Bằng khen   |          |      |                    |
| 16 (2015)  | Hàng Châu Trung Quốc       | Vũ Thanh Trung Nam     | THPT chuyên Hà Nội - Amsterdam (lớp 12)                   | HCV         |          |      |                    |
| 16 (2015)  | Hàng Châu Trung Quốc       | Nguyễn Ngọc Khánh      | THPT chuyên Phan Bội Châu, Nghệ An (lớp 12)               | HCV         |          |      |                    |
| 16 (2015)  | Hàng Châu Trung Quốc       | Nguyễn Công Thành      | THPT chuyên Trần Phú, Hải Phòng (lớp 12)                  | HCB         |          |      |                    |
| 16 (2015)  | Hàng Châu Trung Quốc       | Đinh Thị Hương Thảo    | THPT chuyên Lê Hồng Phong, Nam Định (lớp 11)              | HCB         |          |      |                    |
| 16 (2015)  | Hàng Châu Trung Quốc       | Nguyễn Quang Nam       | THPT chuyên Đại học Sư phạm Hà Nội (lớp 11)               | HCB         |          |      |                    |
| 16 (2015)  | Hàng Châu Trung Quốc       | Lê Xuân Phúc           | THPT chuyên Khoa học tự nhiên, ĐHQG HN (lớp 12)           | HCĐ         |          |      |                    |
| 16 (2015)  | Hàng Châu Trung Quốc       | Phạm Ngọc Dũng         | THPT chuyên Hà Nội - Amsterdam (lớp 12)                   | Bằng khen   |          |      |                    |
| 16 (2015)  | Hàng Châu Trung Quốc       | Trần Quang Huy         | THPT chuyên Nguyễn Tất Thành, Yên Bái                     | Bằng khen   |          |      |                    |
| 17 (2016)  | Hongkong Trung Quốc        | Nguyễn Thế Quỳnh       | THPT chuyên Võ Nguyên Giáp, Quảng Bình (lớp 11)           | HCB         | 37.15/50 | 24   |                    |
| 17 (2016)  | Hongkong Trung Quốc        | Đinh Thị Hương Thảo    | THPT chuyên Lê Hồng Phong, Nam Định (lớp 12)              | HCB         | 36.3/50  | 26   |                    |
| 17 (2016)  | Hongkong Trung Quốc        | Nguyễn Quang Nam       | THPT chuyên Đại học Sư phạm Hà Nội (lớp 12)               | HCB         |          | 28   |                    |
| 17 (2016)  | Hongkong Trung Quốc        | Phạm Quang Minh        | THPT chuyên Hà Nội - Amsterdam (lớp 12)                   | HCĐ         |          | 35   |                    |
| 17 (2016)  | Hongkong Trung Quốc        | Phạm Ngọc Nam          | THPT chuyên Lê Hồng Phong, Nam Định (lớp 12)              | HCĐ         |          | 45   |                    |
| 17 (2016)  | Hongkong Trung Quốc        | Nguyễn Văn Quân        | THPT chuyên Lê Hồng Phong, Nam Định (lớp 12)              | HCĐ         |          | 69   |                    |
| 17 (2016)  | Hongkong Trung Quốc        | Hà Anh Đức             | THPT chuyên Khoa học tự nhiên, ĐHQG HN (lớp 12)           | Bằng khen   |          | 89   |                    |
| 17 (2016)  | Hongkong Trung Quốc        | Đỗ Thùy Trang          | THPT chuyên Lê Hồng Phong, Nam Định (lớp 12)              | Bằng khen   |          | 102  |                    |
| 18 (2017)  | Yakutsk Nga                | Đinh Anh Dũng          | THPT chuyên Hà Nội - Amsterdam (lớp 12)                   | HCV         | 26.7/50  | 17   |                    |
| 18 (2017)  | Yakutsk Nga                | Nguyễn Thế Quỳnh       | THPT chuyên Võ Nguyên Giáp, Quảng Bình (lớp 12)           | HCB         | 25.55/50 | 21   |                    |
| 18 (2017)  | Yakutsk Nga                | Tạ Bá Dũng             | THPT chuyên Khoa học tự nhiên, ĐHQG HN (lớp 12)           | HCB         | 24/50    | 27   |                    |
| 18 (2017)  | Yakutsk Nga                | Trần Hữu Bình Minh     | THPT chuyên Phan Bội Châu, Nghệ An (lớp 12)               | HCB         | 23.95/50 | 28   |                    |
| 18 (2017)  | Yakutsk Nga                | Nguyễn Ngọc Long       | THPT chuyên Lam Sơn, Thanh Hóa (lớp 11)                   | Bằng khen   | 18.15/50 | 64   |                    |
| 18 (2017)  | Yakutsk Nga                | Nguyễn Đình Bách       | THPT chuyên Hà Nội - Amsterdam (lớp 12)                   | Bằng khen   | 16.8/50  | 72   |                    |
| 18 (2017)  | Yakutsk Nga                | Phan Tuấn Linh         | THPT chuyên Phan Bội Châu, Nghệ An (lớp 12)               | Bằng khen   | 16.2/50  | 74   |                    |
| 18 (2017)  | Yakutsk Nga                | Nguyễn Văn Thành Lợi   | THPT chuyên Quang Trung, Bình Phước (lớp 11)              |             |          |      |                    |
| 19 (2018)  | Hà Nội Việt Nam            | Trần Đức Huy           | THPT chuyên Hà Nội - Amsterdam (lớp 12)                   | HCV         |          | 11   |                    |
| 19 (2018)  | Hà Nội Việt Nam            | Nguyễn Ngọc Long       | THPT chuyên Lam Sơn, Thanh Hóa (lớp 12)                   | HCV         |          | 12   |                    |
| 19 (2018)  | Hà Nội Việt Nam            | Nguyễn Văn Thành Lợi   | THPT chuyên Quang Trung, Bình Phước (lớp 12)              | HCV         |          | 21   |                    |
| 19 (2018)  | Hà Nội Việt Nam            | Trịnh Duy Hiếu         | THPT chuyên Bắc Giang, tỉnh Bắc Giang (lớp 11)            | HCV         |          | 25   |                    |
| 19 (2018)  | Hà Nội Việt Nam            | Nguyễn Xuân Tân        | THPT chuyên Khoa học tự nhiên, ĐHQG HN (lớp 11)           | HCB         |          | 35   |                    |
| 19 (2018)  | Hà Nội Việt Nam            | Nguyễn Văn Duy         | THPT chuyên Đại học Sư phạm Hà Nội (lớp 12)               | HCB         |          | 36   |                    |
| 19 (2018)  | Hà Nội Việt Nam            | Lê Cao Anh             | THPT chuyên Lam Sơn, Thanh Hóa (lớp 12)                   | HCĐ         |          | 49   |                    |
| 19 (2018)  | Hà Nội Việt Nam            | Lê Kỳ Nam              | THPT chuyên Hạ Long, Quảng Ninh (lớp 12)                  | HCĐ         |          | 53   |                    |
| 20 (2019)  | Adelaide Úc                | Trịnh Duy Hiếu         | THPT chuyên Bắc Giang, tỉnh Bắc Giang (lớp 12)            | HCB         | 25.3/50  | 21   |                    |
| 20 (2019)  | Adelaide Úc                | Nguyễn Xuân Ưng        | THPT chuyên Khoa học tự nhiên, ĐHQG HN (lớp 12)           | HCB         | 25/50    | 25   |                    |
| 20 (2019)  | Adelaide Úc                | Nguyễn Xuân Tân        | THPT chuyên Khoa học tự nhiên, ĐHQG HN (lớp 12)           | HCĐ         | 21.5/50  | 50   |                    |
| 20 (2019)  | Adelaide Úc                | Lê Việt Hoàng          | THPT chuyên Biên Hòa, Hà Nam (lớp 12)                     | HCĐ         | 21.5/50  | 50   |                    |
| 20 (2019)  | Adelaide Úc                | Nguyễn Khánh Linh      | THPT chuyên Lam Sơn, Thanh Hóa (lớp 12)                   | HCĐ         | 21.2/50  | 52   |                    |
| 20 (2019)  | Adelaide Úc                | Trần Xuân Tùng         | THPT chuyên Hà Nội - Amsterdam (lớp 12)                   | HCĐ         | 21/50    | 53   |                    |
| 20 (2019)  | Adelaide Úc                | Lê Công Minh Hiếu      | THPT chuyên Quốc Học, Thừa Thiên - Huế (lớp 11)           | HCĐ         | 21/50    | 53   |                    |
| 20 (2019)  | Adelaide Úc                | Lê Quang Huy           | THPT chuyên Biên Hòa, Hà Nam (lớp 12)                     | Bằng khen   | 18/50    | 76   |                    |
| 21 (2021)  | Đài Bắc, Đài Bắc Trung Hoa | Nguyễn Mạnh Quân       | THPT chuyên Hà Nội - Amsterdam (lớp 12)                   | HCV         | 33.85/50 | 1    |                    |
| 21 (2021)  | Đài Bắc, Đài Bắc Trung Hoa | Trần Quang Vinh        | THPT chuyên Hà Nội - Amsterdam (lớp 12)                   | HCV         | 26.55/50 | 10   |                    |
| 21 (2021)  | Đài Bắc, Đài Bắc Trung Hoa | Bùi Thanh Tân          | THPT chuyên Phan Bội Châu, Nghệ An (lớp 12)               | HCB         | 20.05/50 | 37   |                    |
| 21 (2021)  | Đài Bắc, Đài Bắc Trung Hoa | Nguyễn Trọng Thuận     | THPT chuyên Lam Sơn, Thanh Hóa (lớp 12)                   | HCĐ         | 18.75/50 | 46   |                    |
| 21 (2021)  | Đài Bắc, Đài Bắc Trung Hoa | Lê Minh Hoàng          | THPT chuyên Khoa học tự nhiên, ĐHQG HN (lớp 11)           | HCĐ         | 17.4/50  | 54   |                    |
| 21 (2021)  | Đài Bắc, Đài Bắc Trung Hoa | Nguyễn Hoàng Nam       | THPT chuyên Hà Nội - Amsterdam (lớp 12)                   | HCĐ         | 17.1/50  | 58   |                    |
| 21 (2021)  | Đài Bắc, Đài Bắc Trung Hoa | Trang Đào Công Minh    | THPT chuyên Khoa học tự nhiên, ĐHQG HN (lớp 12)           | Bằng khen   | 15.85/50 | 71   |                    |
| 21 (2021)  | Đài Bắc, Đài Bắc Trung Hoa | Nguyễn Đắc Tiến        | THPT chuyên Bắc Ninh, Bắc Ninh (lớp 12)                   | Bằng khen   | 12.8/50  | 93   |                    |
| 22 (2022)  | Dehradun Ấn Độ             | Lê Minh Hoàng          | THPT chuyên Khoa học tự nhiên, ĐHQG HN (lớp 12)           | HCB         | 36.5/50  | 24   |                    |
| 22 (2022)  | Dehradun Ấn Độ             | Võ Hoàng Hải           | THPT chuyên Khoa học tự nhiên, ĐHQG HN (lớp 10)           | HCĐ         | 33.8/50  | 34   |                    |
| 22 (2022)  | Dehradun Ấn Độ             | Vũ Ngô Hoàng Dương     | THPT chuyên Khoa học tự nhiên, ĐHQG HN (lớp 11)           | HCĐ         | 33.2/50  | 37   |                    |
| 22 (2022)  | Dehradun Ấn Độ             | Cao Văn Đông           | THPT chuyên Đại học Sư phạm Hà Nội (lớp 12)               | Bằng khen   | 29.1/50  | 64   |                    |
| 22 (2022)  | Dehradun Ấn Độ             | Phùng Công Hiếu        | THPT chuyên Vĩnh Phúc, tỉnh Vĩnh Phúc (lớp 12)            | Bằng khen   | 28.4/50  | 68   |                    |
| 22 (2022)  | Dehradun Ấn Độ             | Nguyễn Đăng Phúc       | THPT chuyên Bắc Ninh, Bắc Ninh (lớp 12)                   | Bằng khen   | 28/50    | 73   |                    |
| 22 (2022)  | Dehradun Ấn Độ             | Nguyễn Tuấn Minh       | THPT chuyên Khoa học tự nhiên, ĐHQG HN (lớp 11)           | Bằng khen   | 27.9/50  | 74   |                    |
| 22 (2022)  | Dehradun Ấn Độ             | Võ Trương Thiên Kỳ     | THPT chuyên Lương Văn Chánh, Phú Yên (lớp 12)             | Bằng khen   | 26.5/50  | 90   |                    |

| 23 (2023) | Ulaanbaatar, Mông Cổ | Phan Thế Mạnh          | THPT chuyên Bắc Ninh, Bắc Ninh (lớp 12)         | HCĐ       |  |  |  |
| 23 (2023) | Ulaanbaatar, Mông Cổ | Nguyễn Tuấn Phong      | THPT chuyên Bắc Ninh, Bắc Ninh (lớp 12)         | HCĐ       |  |  |  |
| 23 (2023) | Ulaanbaatar, Mông Cổ | Võ Hoàng Hải           | THPT chuyên Khoa học tự nhiên, ĐHQG HN (lớp 11) | HCĐ       |  |  |  |
| 23 (2023) | Ulaanbaatar, Mông Cổ | Thân Thế Công          | THPT chuyên Bắc Giang, Bắc Giang (lớp 11)       | HCĐ       |  |  |  |
| 23 (2023) | Ulaanbaatar, Mông Cổ | Vũ Ngô Hoàng Dương     | THPT chuyên Khoa học tự nhiên, ĐHQG HN (lớp 12) | Bằng khen |  |  |  |
| 23 (2023) | Ulaanbaatar, Mông Cổ | Nguyễn Tài Lộc         | THPT chuyên Quốc học, Thừa Thiên - Huế (lớp 12) | Bằng khen |  |  |  |
| 23 (2023) | Ulaanbaatar, Mông Cổ | Lê Viết Hoàng Anh      | THPT chuyên Lam Sơn, Thanh Hoá (lớp 12)         | Bằng khen |  |  |  |
| 23 (2023) | Ulaanbaatar, Mông Cổ | Nguyễn Tuấn Dương      | THPT chuyên Trần Phú, Hải Phòng (lớp 12)        | Bằng khen |  |  |  |
|           |                      |                        |                                                 |           |  |  |  |
| 24 (2024) | Kampar, Malaysia     | Thân Thế Công          | THPT chuyên Bắc Giang, Bắc Giang (lớp 12)       | HCV       |  |  |  |
| 24 (2024) | Kampar, Malaysia     | Hà Duyên Phúc          | THPT chuyên Lam Sơn, Thanh Hoá (lớp 12)         | HCB       |  |  |  |
| 24 (2024) | Kampar, Malaysia     | Nguyễn Nhật Minh       | THPT chuyên Khoa học tự nhiên, ĐHQG HN (lớp 12) | HCĐ       |  |  |  |
| 24 (2024) | Kampar, Malaysia     | Nguyễn Thành Duy       | THPT chuyên Trần Phú, Hải Phòng (lớp 12)        | HCĐ       |  |  |  |
| 24 (2024) | Kampar, Malaysia     | Trương Phi Hùng        | THPT chuyên Bắc Giang, Bắc Giang (lớp 12)       | HCĐ       |  |  |  |
| 24 (2024) | Kampar, Malaysia     | Hoàng Tuấn Kiệt        | THPT chuyên Lam Sơn, Thanh Hoá (lớp 12)         | HCĐ       |  |  |  |
| 24 (2024) | Kampar, Malaysia     | Nguyễn Thế Quân        | THPT chuyên Phan Bội Châu, Nghệ An (lớp 11)     | HCĐ       |  |  |  |
| 24 (2024) | Kampar, Malaysia     | Trần Vũ Lê Hoàng       | THPT chuyên Lam Sơn, Thanh Hoá (lớp 12)         | HCĐ       |  |  |  |
|           |                      |                        |                                                 |           |  |  |  |
| 25 (2025) | Dhahran, Ả Rập Xê Út | Nguyễn Thế Quân        | THPT chuyên Phan Bội Châu, Nghệ An (lớp 12)     | HCV       |  |  |  |
| 25 (2025) | Dhahran, Ả Rập Xê Út | Nguyễn Công Vinh       | THPT chuyên Bắc Ninh, Bắc Ninh (lớp 12)         | HCV       |  |  |  |
| 25 (2025) | Dhahran, Ả Rập Xê Út | Trương Đức Dũng        | THPT chuyên Khoa học tự nhiên, ĐHQG HN (lớp 12) | HCV       |  |  |  |
| 25 (2025) | Dhahran, Ả Rập Xê Út | Lý Bá Khôi             | THPT chuyên Khoa học tự nhiên, ĐHQG HN (lớp 12) | HCB       |  |  |  |
| 25 (2025) | Dhahran, Ả Rập Xê Út | Trần Lê Thiện Nhân     | THPT chuyên Quốc học, Huế (lớp 12)              | HCB       |  |  |  |
| 25 (2025) | Dhahran, Ả Rập Xê Út | Phan Quang Triết       | THPT chuyên Phan Bội Châu, Nghệ An (lớp 12)     | HCB       |  |  |  |
| 25 (2025) | Dhahran, Ả Rập Xê Út | Trần Trung Hiếu        | THPT chuyên Quốc học, Huế (lớp 12)              | HCĐ       |  |  |  |
| 25 (2025) | Dhahran, Ả Rập Xê Út | Nguyễn Ngọc Phương Anh | THPT chuyên Hà Nội - Amsterdam, Hà Nội (lớp 12) | HCĐ       |  |  |  |

### Các giải đặc biệt
- Lời giải bài thi Thực hành sáng tạo nhất tại APhO 2001: Bùi Lê Na[7]
- Giải thưởng của Liên hiệp Hội Vật lý châu Á - Thái Bình Dương dành cho thí sinh nữ xuất sắc nhất tại APhO 2016: Đinh Thị Hương Thảo[32]
- Thí sinh nước chủ nhà có thành tích tốt nhất tại APhO 2018: Trần Đức Huy[36]
- Giải thưởng của Chủ tịch APhO dành cho thí sinh có điểm số cao nhất tại APhO 2021: Nguyễn Mạnh Quân[39]
- Thí sinh có điểm cao nhất trong phần thi thực hành tại APhO 2021: Nguyễn Mạnh Quân